# U.S. Men's Clay Court Championships 1998 - Qualificazioni doppio
Le qualificazioni del doppio  dell'U.S. Men's Clay Court Championships 1998 sono state un torneo di tennis preliminare per accedere alla fase finale della manifestazione. I vincitori dell'ultimo turno sono entrati di diritto nel tabellone principale. In caso di ritiro di uno o più giocatori aventi diritto a questi sono subentrati i lucky loser, ossia i giocatori che hanno perso nell'ultimo turno ma che avevano una classifica più alta rispetto agli altri partecipanti che avevano comunque perso nel turno finale.
Le qualificazioni del doppio del torneo U.S. Men's Clay Court Championships 1998 prevedevano 4 coppie partecipanti di cui una è entrata nel tabellone principale.

## Teste di serie
1. Massimo Ardinghi /  Sander Groen (Qualificati)

1. Edwin Kempes /  Tom Nijssen (ultimo turno)

## Qualificati
1. Massimo Ardinghi  /   Sander Groen

## Tabellone

### Legenda
| - Q = Qualificato - WC = Wild card - LL = Lucky loser | - ALT = Alternate - SE = Special Exempt - PR = Protected Ranking | - w/o = Walkover - r = Ritirato - d = Squalificato |

|  | Primo turno | Primo turno                            | Primo turno | Primo turno | Primo turno |  |  | Ultimo turno | Ultimo turno                  | Ultimo turno                  | Ultimo turno | Ultimo turno |  |
|  |             |                                        |             |             |             |  |  |              |                               |                               |              |              |  |
|  | 1           | Massimo Ardinghi Sander Groen          | 6           | 6           | 6           |  |  |              |                               |                               |              |              |  |
|  |             | Jean-Philippe Fleurian Stéphane Simian | 7           | 4           | 2           |  |  | 1            | Massimo Ardinghi Sander Groen | Massimo Ardinghi Sander Groen | 7            | 6            |  |
|  | 2           | Edwin Kempes Tom Nijssen               | 3           | 6           | 6           |  |  | 2            | Edwin Kempes Tom Nijssen      | Edwin Kempes Tom Nijssen      | 6            | 4            |  |
|  |             | David Caldwell Cecil Mamiit            | 6           | 3           | 2           |  |  |              |                               |                               |              |              |  |